# 3乗剰余の相互法則
数学、特に初等整数論・代数的整数論において、3乗剰余の相互法則（さんじょうじょうよのそうごほうそく、英: cubic reciprocity）とは、合同式 x3 ≡ p (mod q) が解けるための条件を提示する、一連の定理群のことである。ここで「相互法則」という単語は、以下に提示する主定理に由来する。
主定理
p と q をアイゼンシュタイン整数環上の、3とも互いに素な素元とするとき、合同式 x3 ≡ p (mod q) が可解となる必要十分条件は x3 ≡ q (mod p) が可解となることである。

## 歴史
1748年より前に、オイラーは小さな整数の3乗剰余性について最初の予想をしたが、彼の死後、1849年まで公表されなかった。
ガウスは、出版済みの著作において3乗剰余とその相互法則に関して3回言及している。1801年に公刊された著作 Disquisitiones Arithmeticae には、3乗剰余に関する結果が1つある。1818年には、平方剰余の相互法則の第五証明（数論のガウスの補題によるもの）と第六証明（二次のガウス和によるもの）の導入において、これらの手法は3乗剰余および4乗剰余の相互法則にも適用できると述べている。1832年には、4乗剰余の相互法則に関する（2つのうちの）2番目の脚注において、3乗剰余の相互法則はアイゼンシュタイン整数環によって最も簡単に記述されると述べている。
彼の日記やその他の未発表の資料からは、ガウスは1805年までに整数の3乗剰余および4乗剰余の相互法則を知っており、1814年頃にはそれらについての完全な定理とその証明を発見したようである 。これらの証明は彼の死後の論文で発見されたが、それらが彼によるものかアイゼンシュタインによるものかは明らかになっていない。
ヤコビは1827年に3乗剰余に関するいくつかの定理を証明なしに発表した。 1836年から1837年にかけてのケーニヒスベルクでの講演において、ヤコビは証明を提示したが、最初に出版された証明はアイゼンシュタインによる1844年のものである  。

## 有理整数の場合
p を法とする3乗剰余とは、その3乗が p を法として合同な任意の数のことである。もし x についての合同式 x3 ≡ a (mod p) が整数解を持たないなら、a は p を法とする3乗非剰余であるという。
数論でよくあることだが、素数を法とするほうがより上手くいくことが多いため、この節では全ての p、q などの法は正の奇素数であると仮定する。まず初めに、素数 q が q ≡ 2 (mod 3) を満たすとき、すべての整数が3乗剰余であることに注意しよう。03 = 0 ≡ 0 (mod q) から、0は明らかに3乗剰余であるため、整数 x は q で割り切れないと仮定する。整数 n を q = 3n + 2 を満たすように取っておく。ここで、フェルマーの小定理より、任意の整数 x に対して、次の2つの合同式が成り立つ:
{\displaystyle {\begin{aligned}x^{q}&\equiv x{\bmod {q}},\\x^{q-1}&\equiv 1{\bmod {q}}.\end{aligned}}}
2つの合同式を辺々掛けることで、x2q − 1 ≡ x (mod q) が得られる。さて、q = 3n + 2 であったから、次が成り立つ:
{\displaystyle x\equiv x^{2q-1}=x^{2(3n+2)-1}=x^{6n+3}=\left(x^{2n+1}\right)^{3}{\bmod {q}}.}
したがって、唯一の興味深いケースは法 p が p ≡ 1 (mod 3) を満たすときとなる。このとき、ゼロを除いた p を法とする剰余類は、それぞれが (p − 1) ⁄ 3個の要素を持つ3つの集合に分割される。e を何らかの（p を法として）3乗非剰余な元とするとき、その集合は以下のように明示的に分類できる:
1. 3乗剰余な元からなる集合。
2. 第一の集合の各元を e 倍して得られる元からなる集合。
3. 第一の集合の各元を e2 倍して得られる元からなる集合。

この分割を表現する別の方法として、原始根を用いるものがある。すなわち:
1. p を法とした原始根に対する指数が、3を法として0となるもの（3で割り切れるもの）。
2. p を法とした原始根に対する指数が、3を法として1となるもの。
3. p を法とした原始根に対する指数が、3を法として2となるもの。

である。群論のことばでは、第一の集合は乗法群 (Z ⁄ pZ)× の指数3の部分群であり、残り2つの和集合はその補集合である。

### p≡1 (mod 3)の場合
フェルマーの定理によれば、p ≡ 1 (mod 3) を満たす全ての素数 p は（a と b の符号を除き）p = a2 + 3b2 の形に一意的に書ける ことが知られている。ここで m = a + b かつ n = a − b とおけば、これは p = m2 − mn + n2 とも書き表せる。したがって、
{\displaystyle {\begin{aligned}4p&=(2m-n)^{2}+3n^{2}\\&=(2n-m)^{2}+3m^{2}\\&=(m+n)^{2}+3(m-n)^{2}\end{aligned}}}
が成り立つことから、少しの計算によって m、n、m − n のうちの丁度1つが3の倍数であることが示される。これにより、（L と M の符号を除いて）一意的に
{\displaystyle p={\frac {1}{4}}(L^{2}+27M^{2})}
の形で p を表すことができる。
互いに素な整数 m とn に対し、rational cubic residue symbol [ m ⁄ n ]3 を次のように定義する。
{\displaystyle \left[{\frac {m}{n}}\right]_{3}={\begin{cases}1&m{\text{ is a cubic residue }}{\bmod {n}}\\-1&m{\text{ is a cubic non-residue }}{\bmod {n}}\end{cases}}}
この記号は、ルジャンドル記号のような乗法性を持たないことに注意が必要である。このためには、のちの節で定義するような真の3乗剰余記号が必要となる。
オイラーの予想  : p = a2 + 3b2を素数とすると、以下が成り立つ:
{\displaystyle {\begin{aligned}\left[{\tfrac {2}{p}}\right]_{3}=1&\iff 3\mid b,\\\left[{\tfrac {3}{p}}\right]_{3}=1&\iff 9\mid b{\text{ or }}9\mid (a\pm b),\\\left[{\tfrac {5}{p}}\right]_{3}=1&\iff 15\mid b{\text{ or }}(3\mid b{\text{ and }}5\mid a){\text{ or }}15\mid (a\pm b){\text{ or }}15\mid (2a\pm b),\\\left[{\tfrac {6}{p}}\right]_{3}=1&\iff 9\mid b{\text{ or }}9\mid (a\pm 2b),\\\left[{\tfrac {7}{p}}\right]_{3}=1&\implies (3\mid b{\text{ and }}7\mid a){\text{ or }}21\mid (b\pm a){\text{ or }}7\mid (4b\pm a){\text{ or }}21\mid b{\text{ or }}7\mid (b\pm 2a).\end{aligned}}}
最初の2つの命題は次のように言い換えることができる  。
p を3を法として1に合同な素数とするとき、以下が成り立つ:
- 2が p の3乗剰余となるのは、p = a2 + 27b2 と書けるとき、そしてそのときに限る。
- 3が p の3乗剰余となるのは、4p = a2 + 243b2 と書けるとき、そしてそのときに限る。

ガウスの定理 : p を次を満たす正の素数とする:
{\displaystyle p=3n+1={\tfrac {1}{4}}\left(L^{2}+27M^{2}\right).}
このとき、{\displaystyle L(n!)^{3}\equiv 1{\bmod {p}}} が成り立つ。
このガウスの定理により、直ちに次が従う。
{\displaystyle \left[{\tfrac {L}{p}}\right]_{3}=\left[{\tfrac {M}{p}}\right]_{3}=1.}
ヤコビの定理（証明なしで述べられている）。  {\displaystyle {\mathit {q}}\equiv {\mathit {p}}\equiv {\text{1}}{\pmod {\text{6}}}}が正の素数とする。明らかに、 pとqの両方とも3を法として1に合同であるため、次のように仮定する。
{\displaystyle p={\tfrac {1}{4}}\left(L^{2}+27M^{2}\right),\qquad q={\tfrac {1}{4}}\left(L'^{2}+27M'^{2}\right).}
{\displaystyle {\mathit {x}}}を{\displaystyle {\mathit {x}}^{2}\equiv {\text{-3}}{\pmod {q}}}の解とする。このとき
{\displaystyle x\equiv \pm {\frac {L'}{3M'}}{\bmod {q}},}：
これにより
{\displaystyle {\begin{aligned}\left[{\frac {q}{p}}\right]_{3}=1\quad &\Longleftrightarrow \quad \left[{\frac {{\frac {L+3Mx}{2}}p}{q}}\right]_{3}=1\quad \Longleftrightarrow \quad \left[{\frac {\frac {L+3Mx}{L-3Mx}}{q}}\right]_{3}=1\\\left[{\frac {q}{p}}\right]_{3}=1\quad &\Longrightarrow \quad \left[{\frac {\frac {LM'+L'M}{LM'-L'M}}{q}}\right]_{3}=1\end{aligned}}}
レーマーの定理。 qとpを素数とし、 {\displaystyle p={\tfrac {1}{4}}\left(L^{2}+27M^{2}\right)}このとき 
{\displaystyle \left[{\frac {q}{p}}\right]_{3}=1\quad \Longleftrightarrow \quad q\mid LM{\text{ or }}L\equiv \pm {\frac {9r}{2u+1}}M{\bmod {q}},}
ただし
{\displaystyle u\not \equiv 0,1,-{\tfrac {1}{2}},-{\tfrac {1}{3}}{\bmod {q}}\quad {\text{and}}\quad 3u+1\equiv r^{2}(3u-3){\bmod {q}}.}
最初の条件は、LまたはMを割り切る任意の数が3乗剰余（mod p ）であることを意味することに注意すること。
これの最初のいくつかの例は、オイラー予想と同等である。
{\displaystyle {\begin{aligned}\left[{\frac {2}{p}}\right]_{3}=1\quad &\Longleftrightarrow \quad L\equiv M\equiv 0{\bmod {2}}\\\left[{\frac {3}{p}}\right]_{3}=1\quad &\Longleftrightarrow \quad M\equiv 0{\bmod {3}}\\\left[{\frac {5}{p}}\right]_{3}=1\quad &\Longleftrightarrow \quad LM\equiv 0{\bmod {5}}\\\left[{\frac {7}{p}}\right]_{3}=1\quad &\Longleftrightarrow \quad LM\equiv 0{\bmod {7}}\end{aligned}}}
明らかに'L≡M（mod' 2）なので、q= 2のばあいの基準は以下のように簡略化することができる。
{\displaystyle \left[{\frac {2}{p}}\right]_{3}=1\quad \Longleftrightarrow \quad M\equiv 0{\bmod {2}}.}
マルティネットの定理。 {\displaystyle {\mathit {p}}\equiv {\mathit {q}}\equiv {\text{1}}{\pmod {\text{3}}}}が素数であるとする。{\displaystyle pq={\tfrac {1}{4}}(L^{2}+27M^{2})}このとき
{\displaystyle \left[{\frac {L}{p}}\right]_{3}\left[{\frac {L}{q}}\right]_{3}=1\quad \Longleftrightarrow \quad \left[{\frac {q}{p}}\right]_{3}\left[{\frac {p}{q}}\right]_{3}=1.}
シャリフィの定理。 {\displaystyle {\mathit {p}}={\text{1}}+{\text{3}}{\mathit {x}}+{\text{9}}{\mathit {x}}^{2}}を素数とする。このとき、 xの約数は3乗剰余（mod p ）。 

## アイゼンシュタイン整数

### 背景
ガウスは、4乗剰余に関する2番目の段落で、次のように述べている。
双次残差の定理は、算術の分野が虚数に拡張された場合にのみ、最大の単純さと真の美しさで輝く。そのため、制限なしに、 a + biの形式の数が研究の対象を構成する...私たちはそのような数を整数の複素数と呼ぶ。  [太字は原文のまま]
これらの数は現在、Z [i ]で表されるガウス整数と呼ばれている。 iは1の4乗根であることに注意。

脚注で彼は以下のように付け加えている。
3次剰余の理論は、a + bhの形式の数の考慮に同様の方法で基づいている必要がある。ここで、 hは方程式h 3 = 1の虚数根...同様に、高次の剰余の理論では他の虚数の導入となる。
アイゼンシュタインは、三次剰余に関する彼の最初の記述で1の立方根から構築された数の理論を展開した。それらは現在アイゼンシュタイン整数環と呼ばれています。アイゼンシュタインは（言い換えれば）「この環の特性を調査するには、 Z [i ]に関するガウスの研究を参照し、証明を修正するだけでよい」と述べた。いずれの環も一意分解環であるため、これは驚くべきことではない。
「高次の剰余の理論」に必要な「その他の虚数」は、1の冪乗根である。ガウス整数とアイゼンシュタイン整数を生成する虚数は、これらの最も単純な例である。

### 用語
{\displaystyle \omega }を以下のように定める。
{\displaystyle \omega ={\frac {-1+i{\sqrt {3}}}{2}}=e^{\frac {2\pi i}{3}},\qquad \omega ^{3}=1.}
そして、アイゼンシュタイン整数環を考えるものとする：
{\displaystyle \mathbb {Z} [\omega ]=\left\{a+b\omega \ :\ a,b\in \mathbb {Z} \right\}.}
これは、次の式で与えられるノルムを持つユークリッド環である。
{\displaystyle N(a+b\omega )=a^{2}-ab+b^{2}.}
ノルムは常に0または1（mod 3）に合同であることに注意すること。
{\displaystyle \mathbb {Z} [\omega ]}の単数群 （可逆元の集合）は、1の6乗根の巡回群となる。
{\displaystyle \left\{\pm 1,\pm \omega ,\pm \omega ^{2}\right\}.}
{\displaystyle \mathbb {Z} [\omega ]}は一意因数分解環であり、素数は3つの類に分類される： 
- 3は特殊な場合である：

{\displaystyle 3=-\omega ^{2}(1-\omega )^{2}.}

3は{\displaystyle \mathbb {Z} [\omega ]}の素数の二乗で割り切れる{\displaystyle \mathbb {Z} }で唯一の素数 。素数3は{\displaystyle \mathbb {Z} [\omega ]}で分岐すると言う 。
- 2（mod 3）正の素数{\displaystyle \mathbb {Z} }に合同なのも{\displaystyle \mathbb {Z} [\omega ]} の素元である 。これらの素数は{\displaystyle \mathbb {Z} [\omega ]}で惰性すると言う 。惰性する素数{\displaystyle q}のノルムは以下で与えられることに注意。

{\displaystyle N(q)=q^{2}\equiv 1{\bmod {3}}.}
- 1（mod 3）に合同な{\displaystyle \mathbb {Z} }の正の素数は、{\displaystyle \mathbb {Z} [\omega ]}の2つの共役な素元の積である 。{\displaystyle \mathbb {Z} [\omega ]}でこれらの素数は分解すると言う 。それらの因数分解は次の式で与えられる。

{\displaystyle p=N(\pi )=N({\overline {\pi }})=\pi {\overline {\pi }}.}
例えば
{\displaystyle 7=(3+\omega )(2-\omega ).}
3と互いに素な元が、通常の整数と{\displaystyle (1-\omega )^{2}}を法として合同である場合、その数は1次。 これはmod3で{\displaystyle \pm 2}と合同だと言うのと同じです。{\displaystyle \gcd(N(\lambda ),3)=1}のとき、{\displaystyle \lambda ,\omega \lambda ,}または{\displaystyle \omega ^{2}\lambda }の一つは素元である。さらに、2つの共役な素数の積は1次であり、1次の数の共役も1次である。
{\displaystyle \mathbb {Z} [\omega ]}の一意分解定理は{\displaystyle \lambda \neq 0}ならば
{\displaystyle \lambda =\pm \omega ^{\mu }(1-\omega )^{\nu }\pi _{1}^{\alpha _{1}}\pi _{2}^{\alpha _{2}}\pi _{3}^{\alpha _{3}}\cdots ,\qquad \mu \in \{0,1,2\},\quad \nu ,\alpha _{1},\alpha _{2},\ldots \geqslant 0}
ここでそれぞれの{\displaystyle \pi _{i}}（アイゼンシュタインの定義による）素元。そして、この表現は、因子の順序を除き一意的である。
合同と最大公約数の概念は、{\displaystyle \mathbb {Z} [\omega ]}でも通常の整数{\displaystyle \mathbb {Z} }の場合と同じように次のように定義される。単数はすべての数値を割り切るため、法{\displaystyle \lambda }の任意の同伴な元を法としても合同関係は真であり 、GCDの同伴元もまたGCDである。

### 3乗剰余記号

#### 定義
フェルマーの小定理の類似物は、 {\displaystyle \mathbb {Z} [\omega ]} でも成立する。{\displaystyle \alpha }を素数{\displaystyle \pi }で割り切れない元としたとき 
{\displaystyle \alpha ^{N(\pi )-1}\equiv 1{\bmod {\pi }}.}
ここで{\displaystyle N(\pi )\neq 3}なので{\displaystyle N(\pi )\equiv 1{\bmod {3}}.}または別の言い方をすると{\displaystyle 3\mid N(\pi )-1.}よって、次のように書くことができる。
{\displaystyle \alpha ^{\frac {N(\pi )-1}{3}}\equiv \omega ^{k}{\bmod {\pi }},}
{\displaystyle \omega ^{k}}は単数で、 この値は{\displaystyle \alpha }の{\displaystyle \pi }を法とした3乗剰余記号と呼ばれ、以下のように書かれる。 
{\displaystyle \left({\frac {\alpha }{\pi }}\right)_{3}=\omega ^{k}\equiv \alpha ^{\frac {N(\pi )-1}{3}}{\bmod {\pi }}.}

#### 性質
3乗剰余記号はルジャンドル記号と同様の性質を持っている。
- {\displaystyle \alpha \equiv \beta {\bmod {\pi }}}ならば{\displaystyle \left({\tfrac {\alpha }{\pi }}\right)_{3}=\left({\tfrac {\beta }{\pi }}\right)_{3}.}
- {\displaystyle \left({\tfrac {\alpha \beta }{\pi }}\right)_{3}=\left({\tfrac {\alpha }{\pi }}\right)_{3}\left({\tfrac {\beta }{\pi }}\right)_{3}.}
- {\displaystyle {\overline {\left({\tfrac {\alpha }{\pi }}\right)_{3}}}=\left({\tfrac {\overline {\alpha }}{\overline {\pi }}}\right)_{3},}ここで、バーは複素共役を示す。
- {\displaystyle \pi }と{\displaystyle \theta }が同伴ならば{\displaystyle \left({\tfrac {\alpha }{\pi }}\right)_{3}=\left({\tfrac {\alpha }{\theta }}\right)_{3}}
- 合同式{\displaystyle x^{3}\equiv \alpha {\bmod {\pi }}}に{\displaystyle \mathbb {Z} [\omega ]}での解があり、かつそのときに限り{\displaystyle \left({\tfrac {\alpha }{\pi }}\right)_{3}=1.} [37]
- {\displaystyle a,b\in \mathbb {Z} }が以下の性質を満たすとする。{\displaystyle \gcd(a,b)=\gcd(b,3)=1,}このとき{\displaystyle \left({\tfrac {a}{b}}\right)_{3}=1.} [38] [39]
- ルジャンドル記号がヤコビ記号に一般化されるのと同じ方法で、3乗剰余記号の「分母」を合成数（3と互いに素）に乗算的に拡張できる。ヤコビ記号のように、3乗剰余記号の値は「分母」が合成数である場合には、「分子」が「分母」を法として3乗剰余である場合は1に等しくなり、記号が1に等しくない場合、「分子」は「分母」を法とした3乗非剰余になるが、「分子」が3乗非剰余であっても、記号の値が1になることがある。

{\displaystyle \left({\frac {\alpha }{\lambda }}\right)_{3}=\left({\frac {\alpha }{\pi _{1}}}\right)_{3}^{\alpha _{1}}\left({\frac {\alpha }{\pi _{2}}}\right)_{3}^{\alpha _{2}}\cdots ,}
ただし
{\displaystyle \lambda =\pi _{1}^{\alpha _{1}}\pi _{2}^{\alpha _{2}}\pi _{3}^{\alpha _{3}}\cdots }

### 相互法則
αとβを{\displaystyle \mathbb {Z} }の元とする。このとき
{\displaystyle {\Bigg (}{\frac {\alpha }{\beta }}{\Bigg )}_{3}={\Bigg (}{\frac {\beta }{\alpha }}{\Bigg )}_{3}.}
単数と素元1− ωには補充法則 がある：
α =a+bωである素元、a=3m+1及びb=3n とおく。 （a≡2（mod 3）の場合 αをその同伴元-αと置き換える。これは、3乗剰余記号値を変更しない。 ）このとき
{\displaystyle {\Bigg (}{\frac {\omega }{\alpha }}{\Bigg )}_{3}=\omega ^{\frac {1-a-b}{3}}=\omega ^{-m-n},\;\;\;{\Bigg (}{\frac {1-\omega }{\alpha }}{\Bigg )}_{3}=\omega ^{\frac {a-1}{3}}=\omega ^{m},\;\;\;{\Bigg (}{\frac {3}{\alpha }}{\Bigg )}_{3}=\omega ^{\frac {b}{3}}=\omega ^{n}.}